# Meliprivesa angustinervis
Meliprivesa angustinervis är en insektsart som först beskrevs av Jacobi 1917.  Meliprivesa angustinervis ingår i släktet Meliprivesa och familjen Ricaniidae. Inga underarter finns listade i Catalogue of Life.